# Pottery Barn
Pottery Barn è una catena di negozi di arredamento per la casa con sede negli USA e con punti vendita in Canada, Porto Rico e Australia.
La società ha sede a San Francisco e nel 2007 aveva 197 punti vendita tra USA e Canada.
Ha due cataloghi: quello tradizionale "Pottery Barn" e quello specifico "Bed and Bath" per la linea camera da letto e bagno.
Pottery Barn dispone anche di negozi specifici per bambini (Pottery Barn Kids) e per ragazzi (PBTeen).

## Storia
Pottery Barn è stata cofondata nel 1950 da Paul Secon e dal fratello Morris.

Nel 1968 la societá fu venduta a Gap.
Nel 1986 Williams-Sonoma acquistò Pottery Barn da Gap diventandone l'unico proprietario.

## Pottery Barn Kids
Pottery Barn Kids è una catena di negozi che tratta arredamento di alta qualità specifico per bambini, oltre a biancheria per il letto, asciugamani e abbigliamento per bambini.

Il primo negozio Pottery Barn Kids fu aperto nel 2009 a Costa Mesa in California.

## PBTeen
PBTeen è la prima catena di negozi di arredamenti pensata in modo specifico per il mercato adolescenziale, nell'ottica dell'abbandono della casa dei genitori, e il trasferimento in casa propria o al college.
Le categie merceologiche trattate comprendono biancheria da letto , tendaggi , tappeti , illuminazione, attrezzi , accessori decorativi, e ovviamente mobili.